# Ludwig von Ravensberg (Bischof)
Ludwig von Ravensberg (* ca. 1260; † 5. Oktober 1308 in Osnabrück) war der 36. Bischof von Osnabrück.
Ludwig stammte aus dem Haus Ravensberg. Er war Nachkomme des Grafen Ludwig von Ravensberg und dessen Gemahlin Adelheid von Dassel, der Tochter von Adolf I. von Dassel. Da er Geschwister hatte, wurde er zum geistlichen Weg bestimmt. 1277 wurde er Domherr in Minden, im Jahr 1287 Propst in St. Johann in Osnabrück und im Stift Schildesche. Am 6. November 1297 wurde er Bischof.
Seinen Sitz hatte er im Iburger Schloss.
Er unterstützte Otto III. bei dessen Geschäften. Auch die Bürger von Osnabrück unterstützte er, als sie 1302 Simon I. gefangen nahmen und in den Bucksturm sperrten. Bei Alfhausen-Heeke ließ er zum Unmut von Kloster Malgarten und dem Orden Kommende Lage eine Burg bauen. In der Dritten Schlacht auf dem Haler Feld im Jahr 1308 kämpfte Ludwig gegen den Münsteraner Bischof Konrad I. von Berg und dessen Verbündete. Obwohl die Schlacht für die Osnabrücker siegreich endete, wurde Ludwig dabei schwer verletzt und starb drei Tage darauf am 5. Oktober 1308. Er wurde im Dom St. Peter in Osnabrück begraben. Obwohl Ludwig lieber zum Schwert als zur Bibel gegriffen hatte, befestigten seine Zeitgenossen ein lobendes Gedicht an dem Grab.